# 오사카부도 제804호선
804번 오사카부도(일본어: 大阪府道804号北河内自転車道線→오사카부도 804호 기타카와치 자전거도선)는 오사카부 오사카시 쓰루미구 쓰루미 녹지 공원에서 기타카와치까지 이어주는 자전거 및 보행자만을 위한 일반 부도이다. 그래서 이 지역이 현(県)이 아닌 부(府)이기 때문에 부도(府道)로 지정되어 있고, 일본의 부 단위의 도도부현도 번호로는 가장 큰 숫자로 기록되어 있는 도도부현도이다. 참고로 혼슈 전체로는 야마나시현도 제813호선이 가장 큰 숫자를 가지고 있다.

## 노선 개요
쓰루미 녹지 공원을 기점으로 하는 이 도로는 오사카 중앙 환상선의 자전거 및 보행자 전용 도로로, 요도강과 같은 하천 부지 외에도, 제2 게이한 도로를 지나 다시 쓰루미 녹지 공원으로 되돌아오게 되는 형태를 가진 길목이다. 노선 정보상 총 연장은 육상 구간 한정 45.5 km의 거리이다.

## 통과하는 지자체
이 부도의 전체가 오사카부를 일주하고 있으며 주요 경유지는 이와 같다.
- 오사카시 (쓰루미구) - 가도마시 - 모리구치시 - 네야가와시 - 히라카타시 - 가타노시 - 히라카타시 - 가타노시 - 네야가와시 - 시조나와테시 - 가도마시 - 오사카시 (쓰루미구)

## 같이 보기
- 일본의 자전거도로 목록(일본어판)